# Silvino M. García Alvarado
El general Silvino M. García Alvarado fue un militar mexicano que participó en la Revolución mexicana.

## Maderismo
Nació en el Rancho de la Peña, Coahuila, el 12 de septiembre de 1875. Fue hijo de Diego García y de María Ignacia Alvarado. Realizó sólo sus estudios primarios, y desde muy joven trabajó en un taller de carrocería en Saltillo, y más tarde en los talleres de herrería de los ferrocarriles en Laredo, Texas. Se dedicó al periodismo, a través del cual combatió a la dictadura de Porfirio Díaz, colaborando en El Constitucionalista de Brownsville, Texas; El Día de Matamoros, Tamaulipas y en Tierra y El Rayo, ambos de Tampico, Tamaulipas. En 1910 se adhirió al Partido Antirreeleccionista. En enero de 1911 se unió al movimiento armado maderista, alcanzando el grado de coronel de caballería. Al triunfo del movimiento se trasladó a San Luis Potosí, donde fundó el Club Mariano Jiménez, con fines electorales para la campaña presidencial. Fue jefe político del partido en Tancahuitz, San Luis Potosí, cargo que ocupó por poco tiempo, pues luego fue comisionado por Francisco I. Madero al consulado en Brownsville, Texas. En septiembre de 1912 se incorporó de nuevo al ejército maderista para combatir a los orozquistas, operando junto a las fuerzas del general federal Fernando Trucy Aubert.

## Constitucionalismo
En 1913 se adhirió desde su inicio al movimiento constitucionalista, uniéndose a las fuerzas del general Eulalio Gutiérrez Ortiz en Saltillo, Coahuila. En abril de 1913 se integró a la brigada del general Luis Caballero, de las fuerzas del general Lucio Blanco, operando en el estado de Tamaulipas; participó en las tomas de Matamoros y Tampico y fue designado comandante militar de esta última plaza. Fiel a Venustiano Carranza, se integró a las fuerzas del general Francisco Coss para luchar en Puebla contra los convencionistas; organizó la 5.ª. Brigada de la 2.ª. División de Oriente. En julio de 1915 estableció en Texcoco su centro de operaciones. Luego participó en la campaña contra los zapatistas en el estado de Morelos, comandada por el general Pablo González Garza. Después de la Revolución mexicana trabajó como periodista y en la Biblioteca Nacional. El general Silvino García fue muerto durante una emboscada mientras éste inspeccionaba pequeñas guarniciones cerca de Córdoba. El asesinato se llevó a cabo por los agricultores del lugar, que supuestamente fue hecho a instancias del Gobierno del estado de Veracruz, en favor de una política comunista para la división de fincas.